# Акира, Сидзуо
Сидзуо Акира (яп. 審良 静男; род. 27 января 1953, Хигасиосака, Япония) — японский учёный-иммунолог, работы которого посвящены толл-подобным рецепторам.
Член Японской академии наук (2014), иностранный член Национальной академии наук США (2009).
Член редколлегии Immunity (journal).

## Награды
- 2002 — Осакская научная премия[яп.]
- 2004 — Премия Роберта Коха
- 2005 — Премия Асахи[3]
- 2006 — Премия Вильяма Коли
- 2006 — Премия Уэхара[яп.]
- 2007 — Императорская премия Японской академии наук
- 2007 — Премия Японской академии наук[4]
- 2008 — Медиакомпания «Thomson Reuters» включила Акиру в свой список наиболее вероятных кандидатов на получение Нобелевской премии по физиологии или медицине
- 2010 — Премия Кэйо[англ.]
- 2011 — Международная премия Гайрднера[5]